# فيرجيني لي برون
فيرجيني لي برون (بالإنجليزية: Virginie Le Brun)‏ هي ممثلة نيوزيلندية، ولدت في 7 يونيو 1980 في نيوزيلندا.

## وصلات خارجية
- الموقع الرسمي
- فيرجيني لي برون على موقع IMDb (الإنجليزية)
- فيرجيني لي برون على موقع قاعدة بيانات الفيلم (الإنجليزية)